# Guido Kellermann
Guido Kellermann (* 1970) ist ein deutscher Fernsehmoderator.

## Leben
Guido Kellermann erlernte den Beruf des Autolackierers. Er moderierte 1997 die ZDF-Show Wolke 7 und 1999 die RTL-II-Gameshow Drück Dein Glück. Außerdem war er Außenreporter in der Spieleserie Hugo.
Seit 1997 betreibt Kellermann ein Restaurant in München und betätigt sich als Immobilienmakler. Im April 2010 war er in insgesamt 15 Folgen der Scripted-Reality-Serie K11 – Die neuen Fälle als Kriminalkommissar Stefan Bender als Ersatz für den in der Serie verletzten Robert Ritter zu sehen.